# Oskar Hölder
Oskar Hölder (* 3. April 1832 in Fürfeld; † 8. August 1894 in Tübingen) war ein deutscher Kunstlehrer, Zeichner und Altertumsforscher.

## Leben

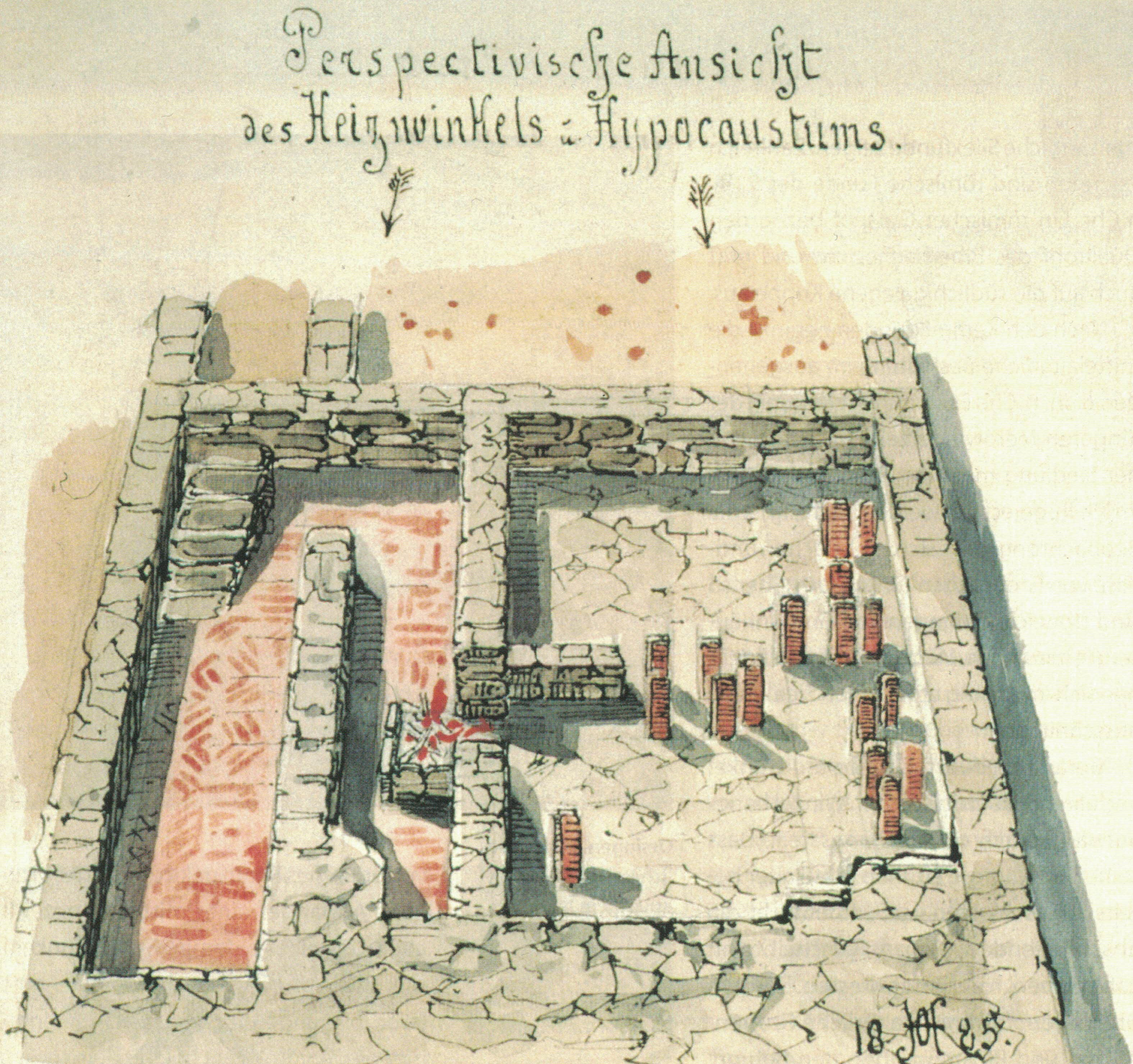
Perspektivische Ansicht des Heizwinkels und Hypocaustums bei einer Untersuchung römischer Ruinen in Rottweil 1885 durch Ausgräber Oskar Hölder

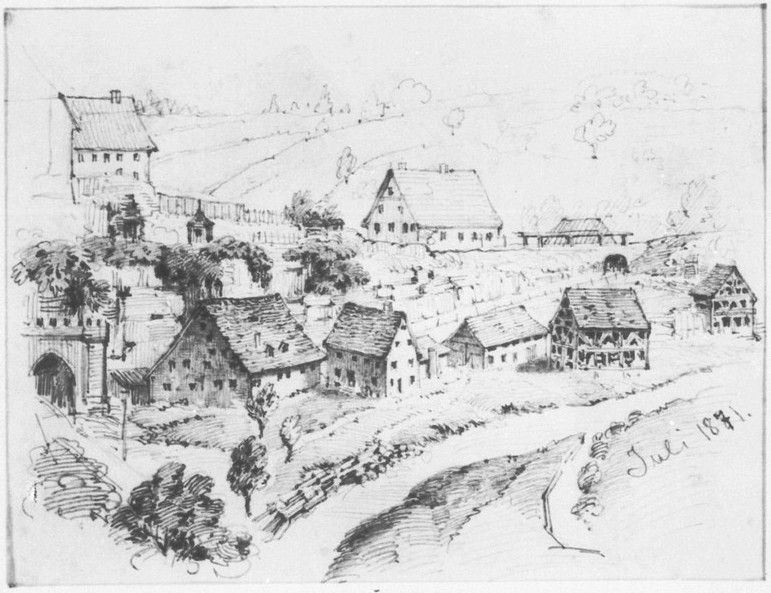
Rottweil: An der Katzensteigmühle, 1871

Oskar Hölder wuchs in Bad Wimpfen auf und kam über München und Schwäbisch Hall nach Rottweil. Im April 1868 war er dort Lehrer für Zeichnen und Modellieren, bis er im November 1869 zum Professor ernannt wurde. Bekannt ist er wegen seiner Bleistiftzeichnungen von Rottweil und seiner Elfenbeinschnitzereien.
Oskar Hölder spielte eine wichtige Rolle im 1869 gegründeten Rottweiler Verschönerungsverein und plante die Neuanlage des Stadtgrabens als Parkanlage mit Wasserspeiern, Brunnen und Baumgruppen. Über den Rottweiler Gewerbeverein, dessen Vereinsvorsitzender er 1871/1872 war, fand er guten Kontakt zu Max Duttenhofer von der Pulverfabrik.
Er war auch im Rottweiler Geschichts- und Altertumsverein aktiv. Er führte 15 archäologische Grabungen durch und galt als Fachmann für römische Keramik und Archäologie. Er hat alle in Rottweil vorkommenden Formen, figürlichen Typen und Fabrikstempel von römischen Tongefäßen in Zeichnungen veröffentlicht, allerdings beschrieb er nicht, welche Stempel mit den einzelnen Formen zusammengehören und welche Dekorationstypen gemeinsam vorkommen.
1888 entdeckte er das römische Kastell auf dem Nikolausfeld und den Kern des Königshofes bei der Pürschgerichtslinde. Im Jahr 1889 veröffentlichte er eine Kopie der Pürschgerichtskarte des David Rötlin.

## Werke (Auswahl)
Oskar Hölder schuf für die südlich an das Hauptgebäude angrenzende Vorhalle der Villa Duttenhofer in Rottweil eine Kopie des in Rottweil ausgegrabenen römischen Orpheus-Mosaiks.

## Skizzen

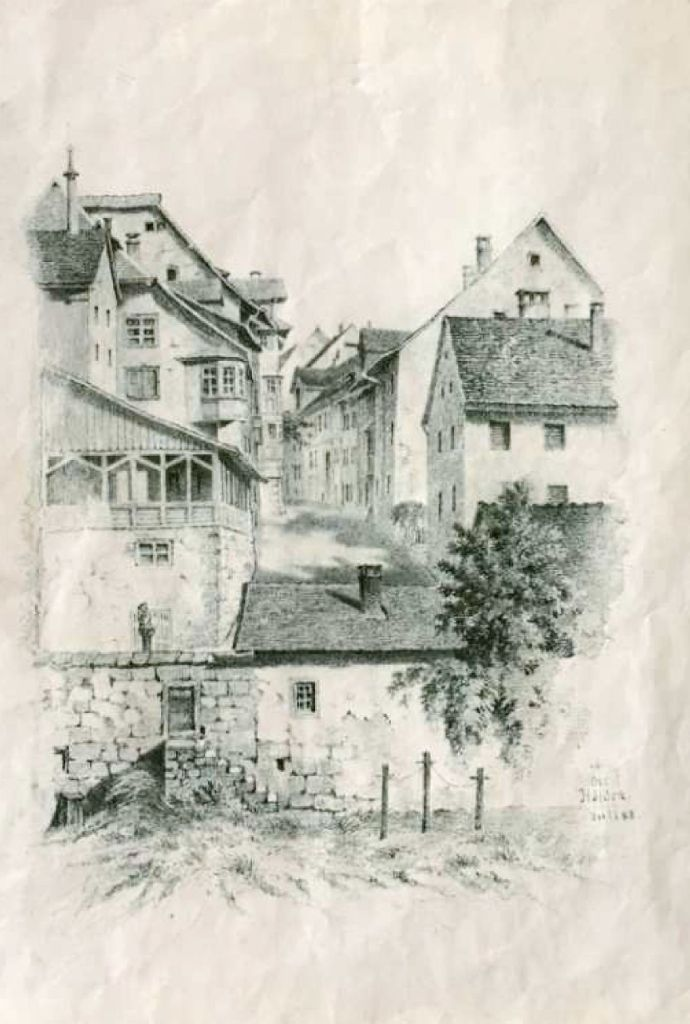
Rottweil: Blick auf die Suppengasse von der Stadtgrabenstraße aus, 1888
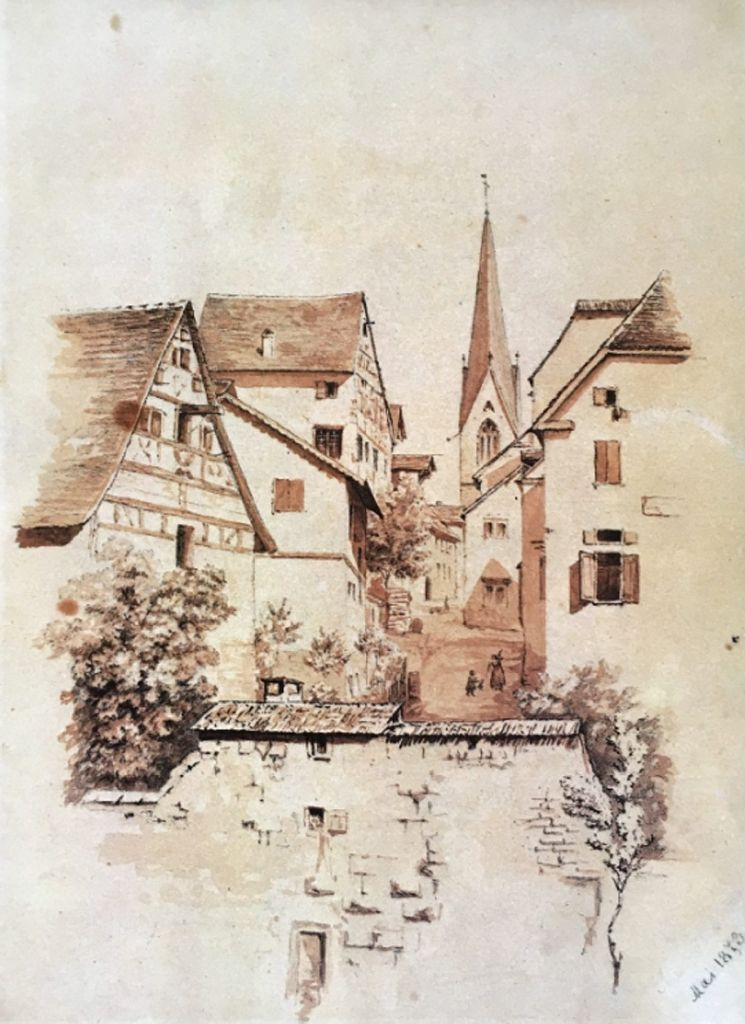
Rottweil: Blick auf die Glükhergasse von der Stadtgrabenstraße aus, 1879
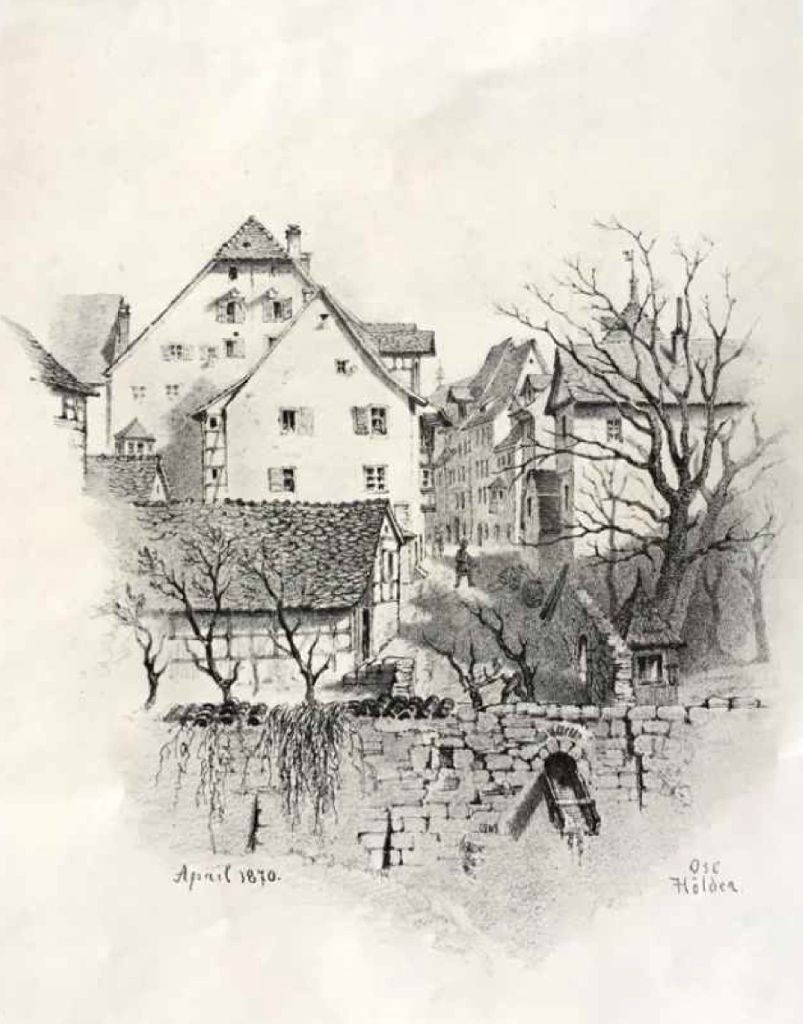
Rottweil: Blick auf die Hohlengrabengasse von der Stadtgrabenstraße aus, 1870

## Veröffentlichungen (Auswahl)
Veröffentlichungen für den Kunstunterricht
- Vorlegeblätter für technisches Freihandzeichnen auf Grund artistisch-botanischer Studien in ihrer Anwendung auf das Kunstgewerbeinfo. Hölder, Wien o. J.
- Vorlegeblätter für Metallarbeiter vornehmlich Flaschner und Schlosser. 40 Blätter enthaltend Füllungen, Vergitterungen, Krönungen etc. zum Gebrauch in Gewerbe- und Gewerblichen Fortbildungsschulen. Nitzschke, Stuttgart 1882.
- Pflanzenstudien und ihre Anwendung im Ornament : mit besonderer Berücksichtigung der weiblichen Handarbeit; für weibliche Fortbildungsschulen, Töchter- und Frauenarbeitsschulen. Nitzschke, Stuttgart 1884.

heimatkundliche Veröffentlichungen
- Die Römischen Thongefässe der Altertumssammlung in Rottweil. Kohlhammer, Stuttgart 1889 (Digitalisat)
- Die Pürschgerichtskarte der ehemaligen Freien Reichsstadt Rottweil aus dem Jahre 1564. Kohlhammer, Stuttgart 1893
  - Neudruck nach der Vereinsgabe 1893 des Altertumsvereins Rottweil dem V. Deutschen Rechtshistorikertag 1936 überreicht von der Rechts- und Wirtschaftswissenschaftlichen Fakultät Tübingen. Stuttgart, Kohlhammer, 1936.
- Die Formen der römischen Thongefässe diesseits und jenseits der Alpen. Kohlhammer, Stuttgart 1897.
- Die Rottweiler Stadtansichten. Hrsg. und eingeleitet von Winfried Hecht. Stadtarchiv Rottweil, Rottweil 1979.